# نيك إيدي
نيك إيدي (بالإنجليزية: Nick Eddy)‏ هو لاعب كرة قدم أمريكية أمريكي، ولد في 23 أغسطس 1944 في دونسموير في الولايات المتحدة.

## وصلات خارجية
- نيك إيدي على موقع مرجع كرة القدم المحترفة.كوم (الإنجليزية)